# Людвіг Пітч

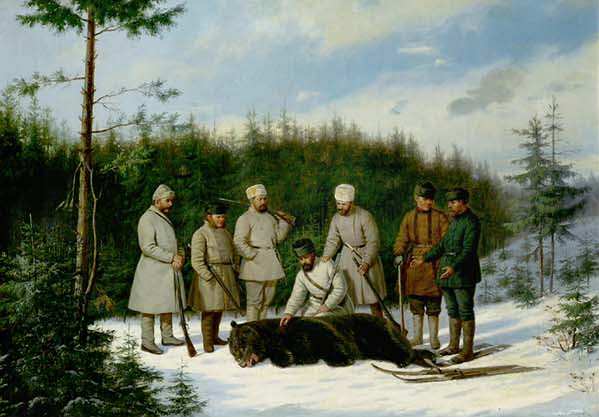
Російське полювання на ведмедя

Людвіг Пітч (нім. Ludwig Pietsch; 25 грудня 1824, Данциг — 27 листопада 1911, Берлін) — німецький живописець, графік, художній критик і фейлетоніст, письменник.

## Біографія
Л. Пітч в 1841—1843 рр. навчався в Данцизькій школі декоративно-ужиткового мистецтва, потім продовжив навчання в Берлінській Академії мистецтв. Працював ілюстратором у газетах та журналах, таких як знаменитий «Illustrirte Zeitung» (Лейпциг). Поступово набув загальної популярності завдяки своїм ілюстраціям.
З 1864 писав статті і фейлетони для берлінських газет «Vossische Zeitung» і «Spenersche Zeitung», а також «Schlesische Zeitung» (Бреслау).
Поміщав огляди преси, статті про подорожі, мистецтво та промислові виставки. Під час франко-німецької війни в 1871 році як компаньйон, супроводжував наслідного принца Фредеріка в його відвідуванні полів битв.
До похилого віку вело світське життя. Щодня спілкувався з акторами, художниками та політиками, був відомий практично у всіх дискусійних клубах Берліна.
Дружив з багатьма відомими філософами, політиками, художниками, поетами та письменниками, такими як Фердинанд Лассаль, Рейнгольд Бегас, Теодор Фонтані, Адольф Менцель, Теодор Шторм, І. С. Тургенєв та ін.
Був захопленим фотографом.

## Вибрана бібліографія
- Aus Welt und Kunst: Studien und Bilder. Jena: Costenoble, 1867 (2 Bände)
- Von Berlin bis Paris. Krieg Stimmungsbilder (1870 −1871). Berlin 1871
- Nach Athen und Byzanz. Ein Frühlingsausflug. Берлін: Janke 1871
- Orientfahrten інструменти Berliner Zeichners. Берлін: Janke 1871
- Марокко. Briefe von der deutschen Gesandtschaftsreise nach Fez im Frühjahr 1877. Leipzig: Brockhaus 1878
- Wallfahrt nach Olympia im Ersten Frühling der Ausgrabungen (1976) 1876) 1976—1971 Reisebriefe. Берлін: Luckhardt 1879
- Andreas Achenbach. Breslau 1880
- Paul Meyerheim. Breslau 1881 та ін.

Найкращі з багатьох його дорожніх нотаток, що друкувалися спочатку в «Vossische Zeitung», зібрані під назвою «Aus Welt und kunst» (Єна, 1867), «Orientfahrten» (Берлін, 1870), «Von Berlin bis Paris, Krieg1erner» (1).
Автор — автобіографічної книги: «Wie ich Schriftsteller geworden bin» (1892—1894).

## Галерея робіт
Автор великої кількості ілюстрацій, графічних робіт на міфологічні сюжети та жанрових полотен:

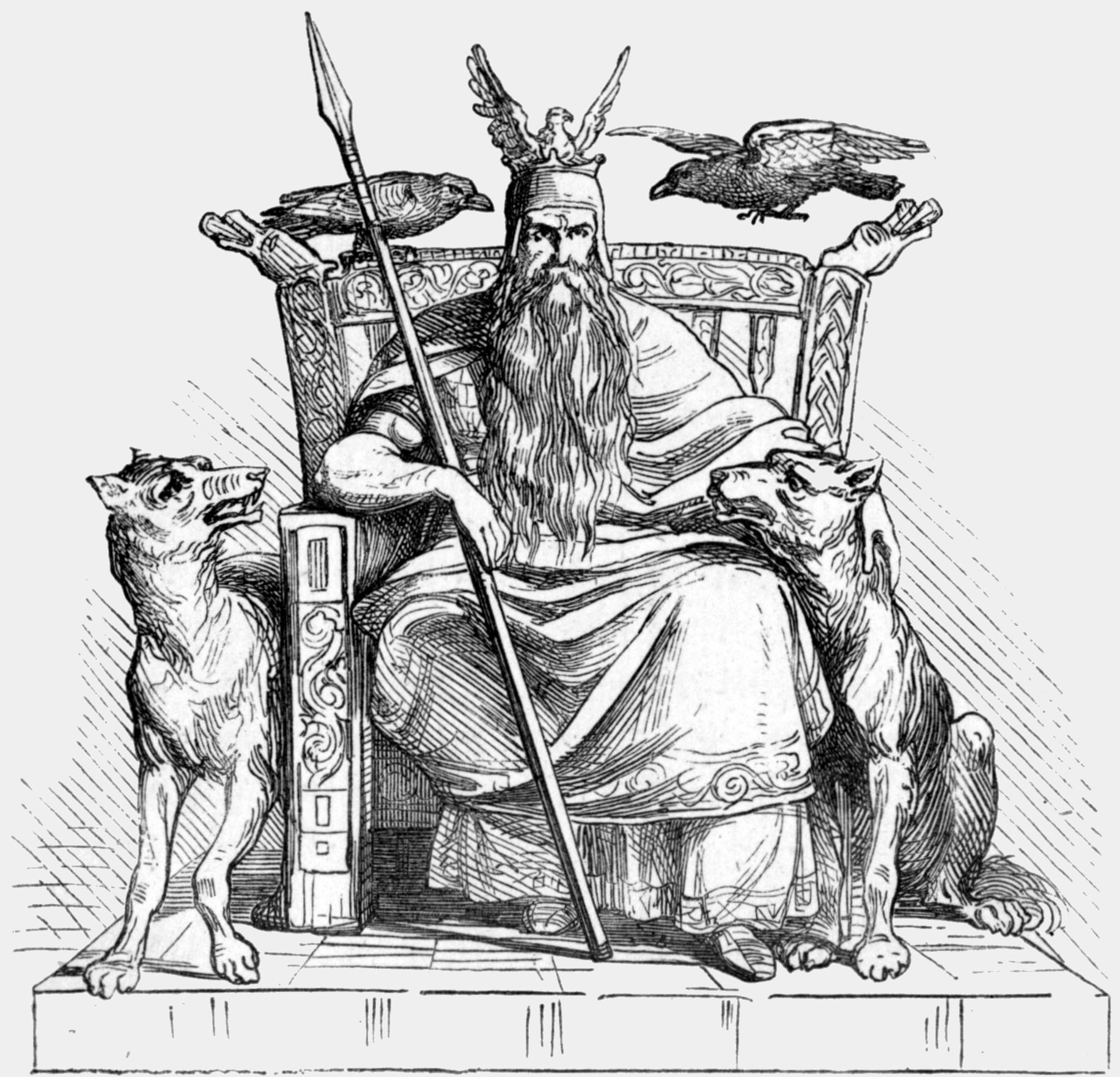
Одін. 1865
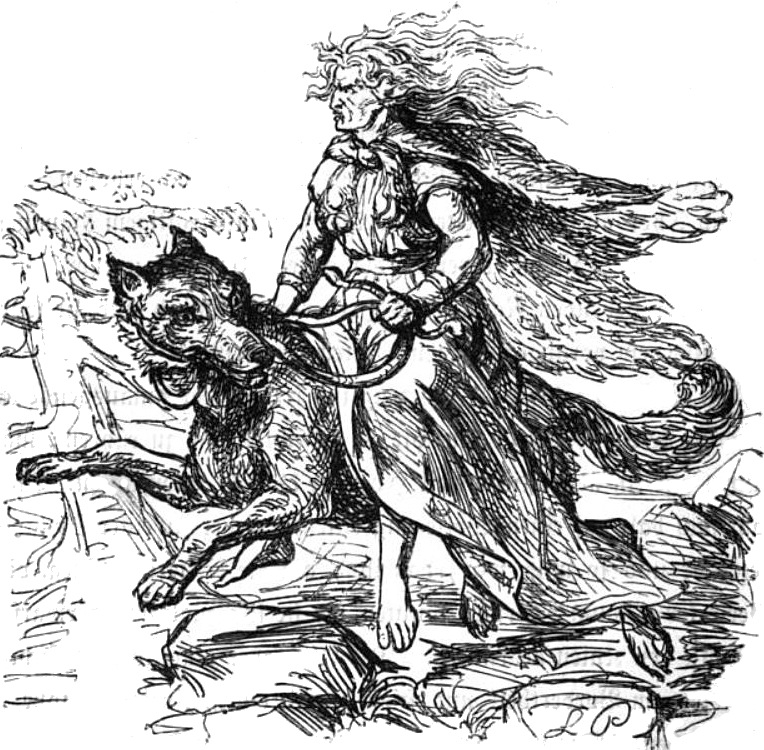
Варги.1865
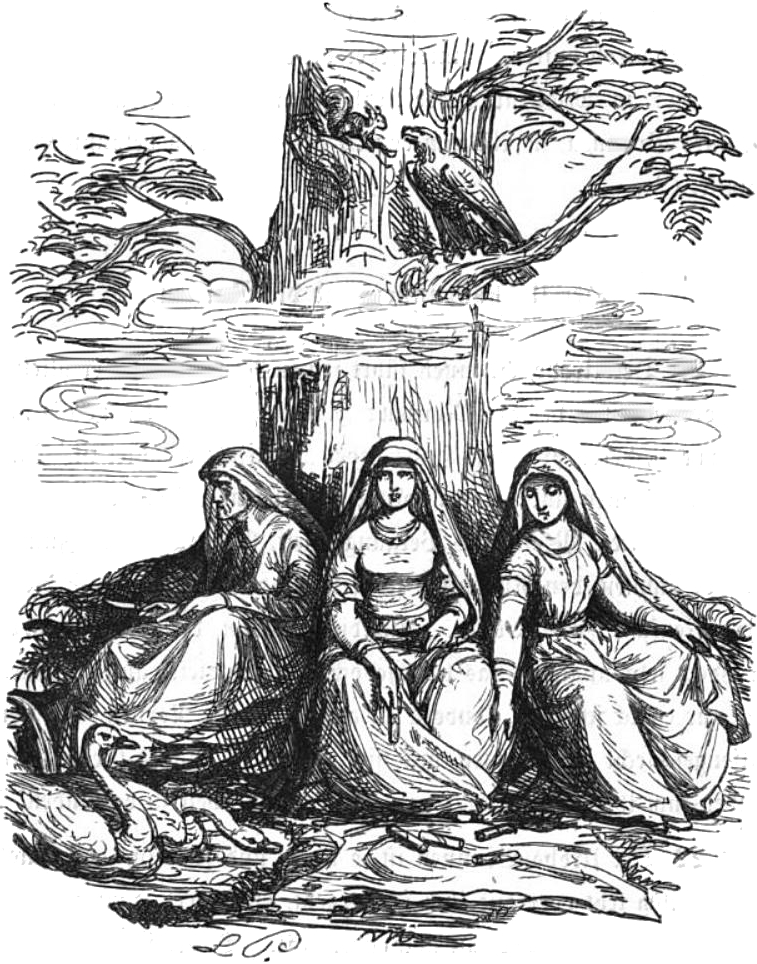
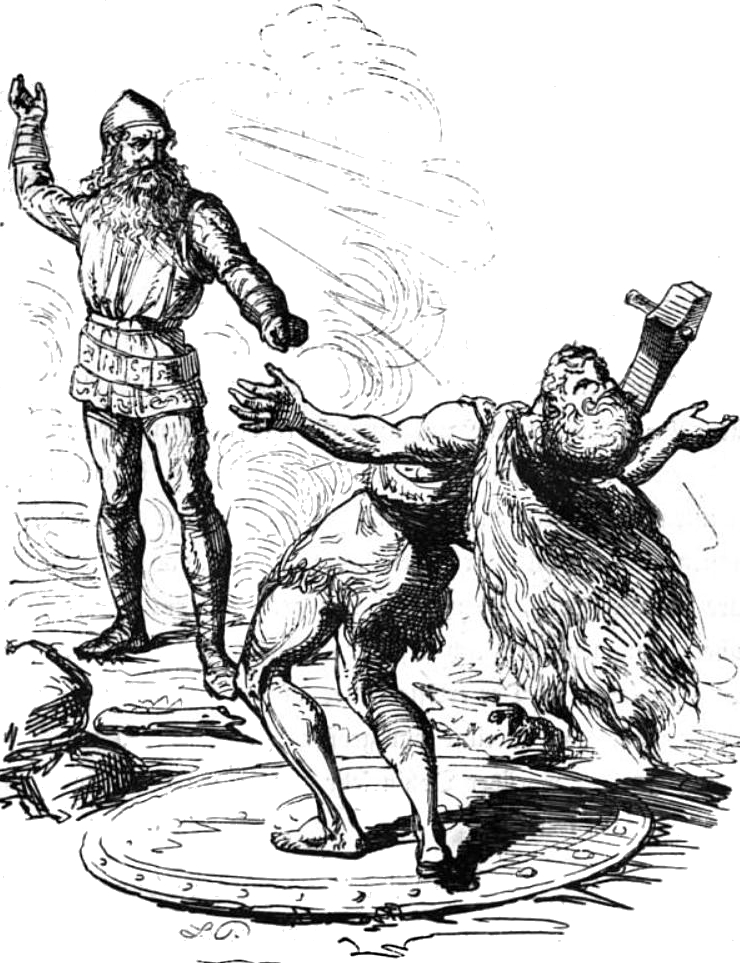
Поєдинок Тора та Грунгніра